# みき&ユーティ
『みき&ユーティ』は、成田美名子による日本の漫画作品。
1977年9月号から1979年7月号にかけて白泉社の漫画雑誌『LaLa』にて連載された。単行本は同社の花とゆめコミックスから全2巻。2008年現在は、白泉社文庫から全1巻が刊行されている。

## あらすじ
函館にある全寮制の男子高校「聖ヨハネ学園」の2年生、ユーティー・ブラウンは「ユーティリティー（万能）」の異名を持つ秀才であるが、実は自分の生き方を探して悩む当たり前の高校生でもある。本作は、そんなユーティーと仲間たちの人間模様を、ユーティーの1学年下の後輩、小笠原幹夫の視線を通して描く。

## 主な登場人物
ユーティー・ブラウン
1960年11月27日生まれ。イギリスの実業家の息子。自分の怪我の責任を取る為に辞めていった日本人女性のメイドの行方を捜す為、日本に留学。実家の別邸が大沼国定公園内にある。金髪の美少年でスポーツ万能、成績優秀（日本での全国模試では常に1位を争っている）、イヤミの無い性格であるが、極度の悪戯好きでもある。
小笠原幹夫
1961年12月31日生まれ。両親ともにクラシックの演奏家で留守がちの為、寄宿舎のある聖ヨハネ学園に転入してきたが、いきなりユーティーの悪戯の犠牲者となる。後にユーティーの後継者として生徒会長にされてしまう。バイオリン奏者を目指している。
ルシフィン・デュ・サゼ
1960年1月30日生まれ。高2の2学期に聖ヨハネ学園に転入。「バンカラで気さくな野生の王国原始少年」の異名を取る。生徒会役員の一人。ぶっきらぼうで取っつきにくいが、実はなかなか親切な男である。後述のようにアメリカで育ったらしいが、日本語は母語のように流暢に操ることが出来る。また日本の大衆文化を好んでいるようで、『あしたのジョー』のLPレコードを嬉しそうに抱えているシーンも描かれている。
後に川原翼に「いい男」と評されているが、本作登場時は「怪奇タッチの顔」「サスペリア」などと言われていた。
なお本作の最後に聖ヨハネ学園を卒業（卒業式の日付は1979年3月7日）した後、1981年3月にはサンフランシスコに住んでおり、『エイリアン通り』第2話に登場している。また『エイリアン通り』第7話の川原翼との会話（1981年10月下旬）では、「7年くらい前」にロサンゼルスに住んでいたことがあると発言している。家庭状況は一切不明で、高2の冬休みには「帰国費用が無い」との理由で一人だけ聖ヨハネ学園の寮に残って年を越した。
山崎
ユーティーと同学年の生徒会役員。おネエ言葉を話す。ユーティー在学中に生徒会が制作した2本の劇の脚本と演出を担当した。言いにくいことをずばりと言うのが特技。『エイリアン通り』第4話のシャールの言葉より、本作中または終了後シャールに日本語を教えたと思われる。
三枝聖音（さえぐさ せいね）
ユーティーの2学年下の生徒。ユーティーの熱烈な信奉者であったが、その行動の裏には死んだ兄への思いが隠されていた。後に生徒会役員となる。

## 書誌情報
- 成田美名子 『ウェルカム』 白泉社〈花とゆめコミックス〉、全1巻
  1. 1978年8月20日発売、ISBN 978-4-592-11626-4

- 成田美名子 『みき&ユーティ』 白泉社〈花とゆめコミックス〉、全2巻
  1. 1979年4月20日発売、ISBN 978-4-592-11044-6
  2. 1979年10月20日発売、ISBN 978-4-592-11045-3

- 成田美名子 『みき&ユーティ』 白泉社〈白泉社文庫〉、全1巻
  1. 2001年3月15日発売、ISBN 978-4-592-88707-2